# 長堀鶴見綠地線

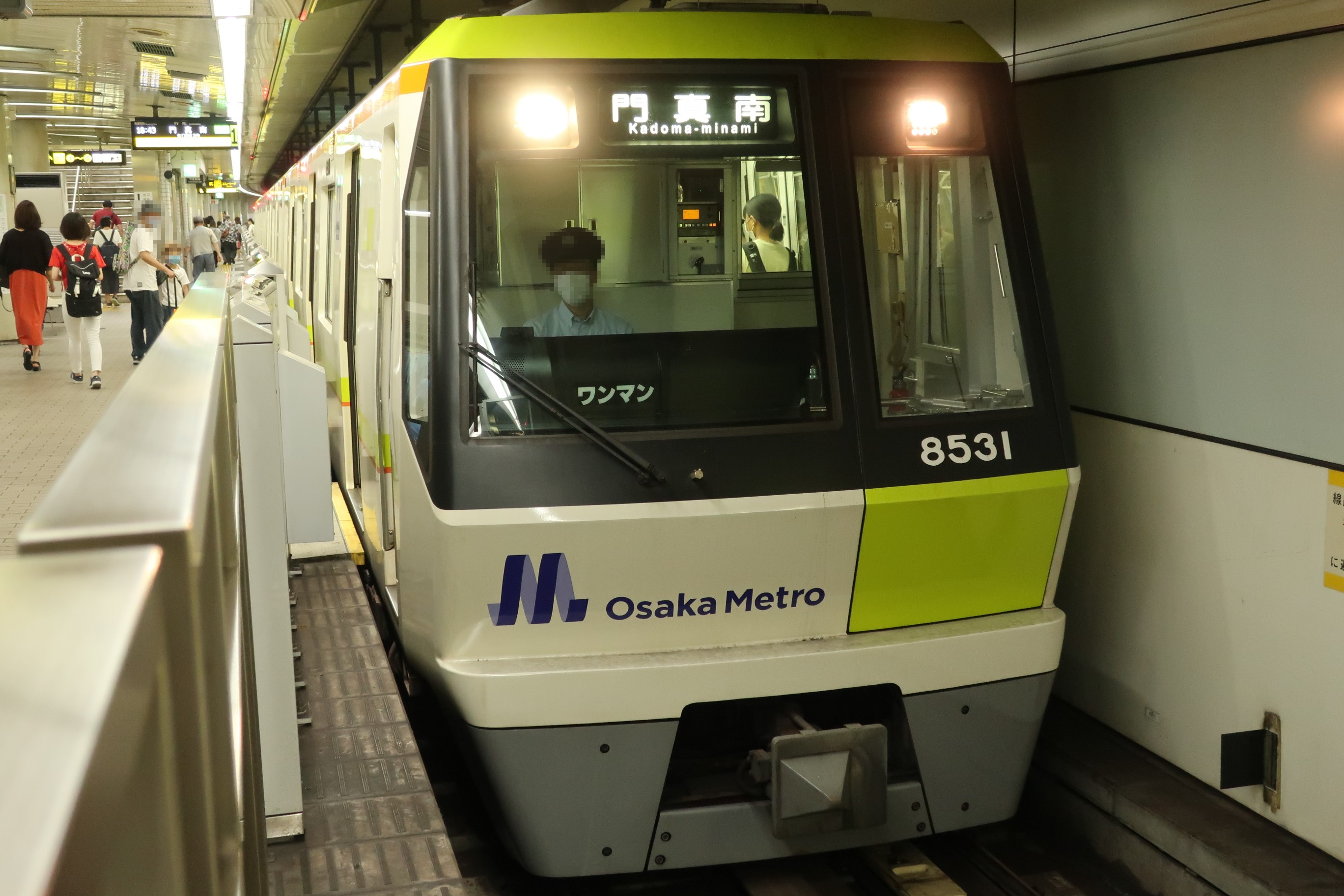
80系電聯車

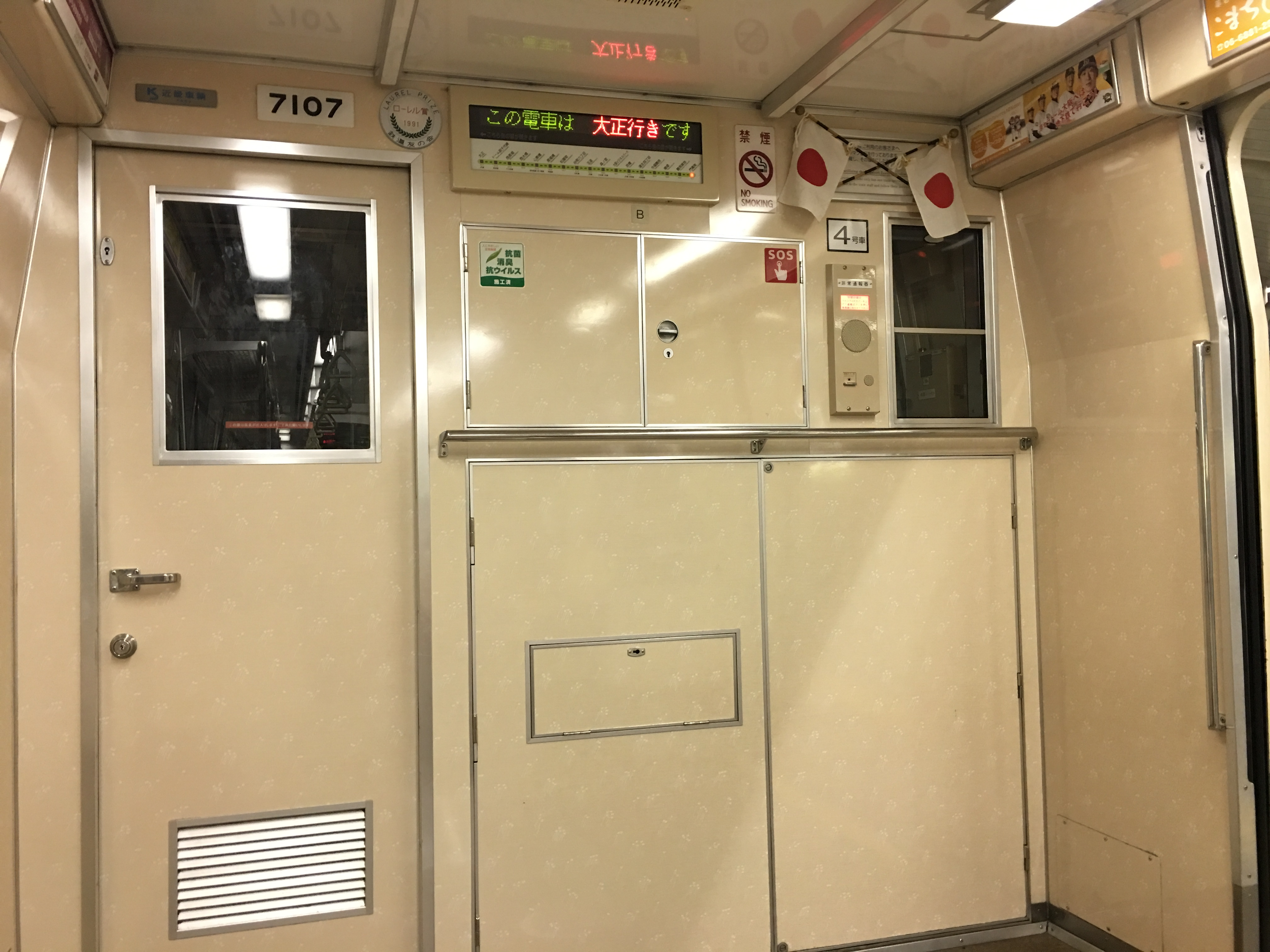
70系車輛內部（車頭）

長堀鶴見綠地線（日语：／ Nagahori-tsurumi-ryokuchi sen */?）是大阪地下鐵旗下路線之一，連接大阪府大阪市大正區的大正站與門真市的門真南站，其首通段於1990年3月20日開通，大正至心齋橋区段于1996年12月11日开通，鶴見綠地至門真南区段於1997年8月29日开通。
线路的正式名稱為高速電氣軌道第7號線，在鐵道要覽中以長堀鶴見綠地線（7號線）記載，其英文代号為「N」，代表顏色为浅绿色。

## 路線資料
- 路線距離（實際距離）：15.0公里（與營業距離（車費計算距離）相同）
- 軌距：1435毫米
- 站數：17個（包括起終點站）
- 複線路段：全線
- 電氣化路段：全線電氣化（直流 1500V、高架電纜，車上一次鐵輪式線性馬達方式）
- 閉塞方式：車內信號式（CS-ATC，ATO）
- 最高速度：70公里/小時
  - 由於站間距離較短，車站也較多，因此沒有達到最高速度的站間存在。
- 月台有效長：135公尺
- 編組輛數：4輛（1990年－）
- 最大編組輛數：8輛

  - 除鶴見綠地站－京橋站間等一部分的車站月台外，只以6輛長興建牆壁的內装。
- 混雜率（往大正方向）：108.0%（2012年度：蒲生四丁目站→京橋站間）[1]
- 混雜率（往門真南方向）：73.5%（2012年度：谷町六丁目站→玉造站間）[1]

## 車輛
- 70系（日语：大阪市交通局70系電車）（1990年 - ）80系電力動車組（2018年 -）

## 歷史
- 1990年3月20日：鶴見綠地線京橋至鶴見綠地段通車（5.2公里）
- 1994年12月31日：本線由本年起在除夕夜提供通宵服務
- 1996年12月11日：心齋橋至京橋段通車（5.7公里），路線改稱長堀鶴見綠地線
- 1997年8月29日：大正至心齋橋段、鶴見綠地至門真南段通車
- 2006年12月24日：大阪圓頂球場前千代崎站改稱圓頂球場前千代崎站
- 2010年7月7日：本線由大正站開始陸續加裝月台閘門
- 2011年10月31日：最後一個車站門真南站完成加裝月台閘門

## 車站列表
所有車站都位於大阪府。
| 車站編號 | 中文站名                          | 日文站名 | 英文站名 | 站間營業距離 | 累計營業距離 | 累計實際距離 | 接續路線 | 所在地 | 所在地   |
| -------- | --------------------------------- | -------- | -------- | ------------ | ------------ | ------------ | --- | ------ | -------- |
| N11      | 大正                              |          |          | -            | 0.0          | 0.0          | 西日本旅客鐵道： 大阪環狀線（JR-O16）                                                                                       | 大阪市 | 大正區   |
| N12      | 圓頂球場前千代崎 （京瓷巨蛋大阪） |          |          | 0.6          | 0.6          | 0.6          | 阪神電氣鐵道： 阪神難波線 …圓頂球場前（HS 43）                                                                              | 大阪市 | 西區     |
| N13      | 西長堀                            |          |          | 1.0          | 1.6          | 1.6          | 大阪市高速電氣軌道： 千日前線（S14）                                                                                        | 大阪市 | 西區     |
| N14      | 西大橋                            |          |          | 0.6          | 2.2          | 2.3          | | 大阪市 | 西區     |
| N15      | 心齋橋                            |          |          | 0.5          | 2.7          | 2.8          | 大阪市高速電氣軌道： 御堂筋線（M19）、 四橋線 …四橋（Y14）                                                                  | 大阪市 | 中央區   |
| N16      | 長堀橋                            |          |          | 0.7          | 3.4          | 3.5          | 大阪市高速電氣軌道： 堺筋線（K16）                                                                                          | 大阪市 | 中央區   |
| N17      | 松屋町                            |          |          | 0.6          | 4.0          | 4.1          | | 大阪市 | 中央區   |
| N18      | 谷町六丁目                        |          |          | 0.4          | 4.4          | 4.5          | 大阪市高速電氣軌道： 谷町線（T24）                                                                                          | 大阪市 | 中央區   |
| N19      | 玉造                              |          |          | 1.3          | 5.7          | 5.7          | 西日本旅客鐵道： 大阪環狀線（JR-O05）                                                                                       | 大阪市 | 天王寺區 |
| N20      | 森之宮                            |          |          | 1.0          | 6.7          | 6.7          | 大阪市高速電氣軌道： 中央線（C19） 西日本旅客鐵道： 大阪環狀線（JR-O06）                                                    | 大阪市 | 中央區   |
| N21      | 大阪商務園區                      |          |          | 1.1          | 7.8          | 7.8          | | 大阪市 | 中央區   |
| N22      | 京橋                              |          |          | 0.7          | 8.5          | 8.5          | 西日本旅客鐵道： 大阪環狀線（JR-O08）、 片町線（學研都市線（JR-H41））、 JR東西線（JR-H41） 京阪電氣鐵道： 京阪本線（KH04） | 大阪市 | 都島區   |
| N23      | 蒲生四丁目                        |          |          | 1.7          | 10.2         | 10.2         | 大阪市高速電氣軌道： 今里筋線（I18）                                                                                        | 大阪市 | 城東區   |
| N24      | 今福鶴見                          |          |          | 1.2          | 11.4         | 11.4         | | 大阪市 | 城東區   |
| N25      | 橫堤                              |          |          | 1.1          | 12.5         | 12.5         | | 大阪市 | 鶴見區   |
| N26      | 鶴見綠地                          |          |          | 1.2          | 13.7         | 13.7         | | 大阪市 | 鶴見區   |
| N27      | 門真南                            |          |          | 1.3          | 15.0         | 15.0         | | 門真市 | 門真市   |